# Andrzej Zarycki
Andrzej Stanisław Zarycki (ur. 7 maja 1941 w Zakopanem) – polski kompozytor muzyki rozrywkowej, symfonicznej, teatralnej, filmowej oraz poezji śpiewanej.

## Życiorys
Jest absolwentem Państwowej Wyższej Szkoły Muzycznej w Krakowie. Ma w dorobku nie tylko pieśni solowe, ale również chóralne. Był kierownikiem muzycznym Teatru Lalki, Maski i Aktora Groteska w Krakowie (1985–1997) i Teatru Dramatycznego im. Jana Kochanowskiego w Opolu (1992–1997). Od 1995 r. pracuje jako pedagog w Państwowej Szkole Muzycznej II-go stopnia w Krakowie.
Zdobył nagrody m.in. Festiwalu Piosenki Studenckiej w Krakowie (1964), XV Krajowego Festiwalu Piosenki Polskiej w Opolu (1977) oraz Opolskich Konfrontacji Teatralnych (1987, 1988, 1989). Stworzył kompozycje do ok. 200 spektakli i przedstawień telewizyjnych, m.in.: „Gdy rozum nie śpi”, „Achmatowa”, „Burzliwe życie Lejzorka Rojtszwańca”, „Zielona Gęś”, „Ja, Maria Magdalena”, a także „Hymny Janowi Pawłowi II”, „Golgota Polska” (z librettem Moniki Patryk) oraz oratorium „Zesłani” (z librettem Wacława Panka). W 2019 roku na zamówienie Krakowskiego Forum Kultury skomponował musical Hanka na motywach słynnej opery Halka Stanisława Moniuszki. Wraz z twórcą libretta - Tadeuszem Płatkiem - uwspółcześnili oryginalną historię, przenosząc ją z XIX-wiecznego Podhala do dzisiejszej Warszawy.
W 1966 rozpoczął współpracę z kabaretem „Piwnica pod Baranami” i Ewą Demarczyk, stając się współtwórcą przebojów piosenkarki: „Ballady o cudownych narodzinach Bolesława Krzywoustego”, „Skrzypka Hercowicza”, „Cyganki” czy „Na moście w Avignon”. Jego kompozycje wykonują także m.in. Beata Paluch, Anna Szałapak, Katarzyna Groniec, Katarzyna Jamróz, Hanna Banaszak, Beata Rybotycka i Janusz Radek. Współpracował z reżyserami: Agnieszką Holland, Janem Machulskim, Bogdanem Hussakowskim, Julianem Dziedziną, Andrzejem Rozhinem, Wojciechem Zeidlerem i innymi.

## Działalność charytatywna
Działania na rzecz osób niepełnosprawnych rozpoczął w 2006 roku, komponując muzykę do przedstawienia Teatru Radwanek pt. „Calineczka”. Stworzył również kompozycje do kolejnych spektakli „Radwanka”: „Kozucha Kłamczucha” (2007), „Rzepka” (2008), „Komar i Orkiestra” (2009) oraz „Święty Franciszek” (2010).
W roku 2007, na krakowskim Rynku Głównym, zasiadł w jury koncertu finałowego Festiwalu Zaczarowanej Piosenki im. Marka Grechuty dla uzdolnionych wokalnie osób niepełnosprawnych, którego organizatorem jest Fundacja Anny Dymnej „Mimo Wszystko”, za co został uhonorowany statuetką Przyjaciela Zaczarowanego Ptaszka.
Od 2009 r. zaangażował się w tworzenie nowatorskich aranżacji utworów wykonywanych przez laureatów i finalistów Festiwalu Zaczarowanej Piosenki im. Marka Grechuty podczas cyklicznych koncertów „Zaczarowane Radio Kraków”, które odbywają się w Studiu im. Romany Bobrowskiej małopolskiej rozgłośni. Objął także stałe kierownictwo muzyczne nad tym cyklem.

## Filmografia
Źródło: FilmPolski.pl
- Zazdrość i medycyna (1973, muzyka)
- Aktorzy prowincjonalni (1978, muzyka)
- Cham (1979, muzyka)
- Pobojowisko (1984, muzyka)
- W cieniu nienawiści (1985, muzyka)
- Ucieczka z miejsc ukochanych (1987, muzyka)
- Jemioła (1988, muzyka)
- Pole niczyje (1988, muzyka, dyrygent)
- Dziewczyna z Mazur (1990, muzyka)

## Muzyka teatralna
Źródło: Encyklopedia teatru polskiego
- Punkt przecięcia (Teatr Wybrzeże w Gdańsku, 1968)
- Zdziczenie obyczajów pośmiertnych (Teatr im. Stefana Jaracza w Łodzi, 1982)
- Granica (Telewizja Kraków, 1984)
- Zwodziciel z Sewilli (Teatr "Bagatela" im. Tadeusza Boya-Żeleńskiego, 1985)
- Burzliwe życie Lejzorka Rojtszwańca (Teatr "Bagatela" im. Tadeusza Boya-Żeleńskiego, 1990)
- Zielona gęś (PWST Kraków, 2003)
- Strumień (Lubuski Teatr im. Leona Kruczkowskiego w Zielonej Górze, 2006)
- Anna Karenina (Gliwicki Teatr Muzyczny, 2007)
- Makbet (Teatr im. Juliusza Osterwy w Lublinie, 2010)
- Hanka (musical, Krakowskie Forum Kultury / Krakowska Akademia Musicalu, 2019)

## Dyskografia
Źródło: „Modny Kraków”
- 2013 – Krajobraz rzeczy pięknych (Zaszafie.pl)
- 2022 - Andrzej Zarycki. Muzyka teatralna i filmowa (KFK/DUX)

## Wyróżnienia i nagrody
- Nagroda Miasta Krakowa (1985)
- Odznaka Zasłużony Działacz Kultury (1987)
- Brązowy Krzyż Zasługi (1988)
- Zasłużony Opolszczyźnie (1988)
- Odznaka za Pracę Społeczną dla Miasta Krakowa (1988)
- Krzyż Kawalerski Orderu Odrodzenia Polski (15 października 2004, postanowieniem prezydenta RP Aleksandra Kwaśniewskiego za wybitne zasługi dla kultury polskiej)[6]
- Srebrny Medal „Zasłużony Kulturze Gloria Artis” (2005)[7]
- Złoty Laur za Mistrzostwo w Sztuce (2006)
- Statuetka Przyjaciel Zaczarowanego Ptaszka (2007)
- Złoty Medal „Zasłużony Kulturze Gloria Artis” (2012)[8]
- Medal Świętego Brata Alberta (2013)[9]
- Brązowy medal Cracoviae Merenti (2012)[10]